# Orriols
Orriols – miejscowość w Hiszpanii, w Katalonii, w prowincji Girona, w comarce Alt Empordà, w gminie Bàscara.
Według danych z 1 stycznia 2018 roku miejscowość zamieszkiwało 171 osób.